# Jean-Louis de Nassau-Ottweiler
Jean-Louis, comte de Nassau-Ottweiler (23 mai 1625, Sarrebruck – 9 février 1690, Reichelsheim), est d'abord comte de Nassau-Ottweiler. Il est major général régent de territoires de Nassau et chef de la maison de Nassau.

## Biographie
Il est le deuxième fils de Guillaume de Nassau-Sarrebruck et de son épouse Anne-Amélie de Bade-Durlach. À l'âge de dix ans, il doit fuir à Metz avec ses parents. Son père est mort en 1640. Jean-Louis et sa mère ont été en mesure de retourner à Sarrebruck trois ans plus tard. Avant son retour, il a étudié à l'Université de Saumur. Entre 1644 et 1645, il a complété son Grand Tour à Paris. La Paix de Westphalie rétablit les Nassau dans leurs territoires en 1648.
Jean-Louis a pris le gouvernement de Nassau-Sarrebruck et de Nassau-Usingen. Après la mort de sa mère, en 1651, il est devenu le tuteur de ses frères plus jeunes. En 1653, il a fondé l'usine sidérurgique de Neunkirchen. En 1659, Jean-Louis et ses frères ont partagé les territoires de leur père. Jean-Louis a reçu la zone autour de Ottweiler, ce qui fait de lui le fondateur de la branche de Nassau-Ottweiler qui a existé jusqu'en 1728.
Il est entré dans le service militaire français en 1656 et était colonel du régiment Royal-Alsace. Il a été fait prisonnier au cours de la guerre franco-espagnole.
Même quand il était encore mineur, Jean-Louis a recherché le retour de Hombourg, qui avait été pris par la Lorraine. Il était assisté de Louis XIV et il est venu à des négociations devant la Diète d'Empire. Jean-Louis a reçu des droits souverains sur l'arrondissement de Hombourg, mais la forteresse est restée dans les mains de la Lorraine jusqu'à ce que l'Empire ait payé ses dettes de guerre en Lorraine. Lorsqu'une autre guerre éclata entre la France et la Lorraine, Jean-Louis rendit Hombourg à l'Électorat de Trèves.
Au cours de la guerre de Hollande, ses territoires ont été dévastés. Plus tard, les territoires des Nassau ont été menacés par Louis XIV avec les Chambres de réunion. Jean-Louis a refusé de rendre hommage au roi de France, comme comte de Hombourg et Ottweiler. Au lieu de cela, il a démissionné du gouvernement en 1680 et l'a transmis à son fils Frédéric-Louis et est allé dans les territoires des Nassau à l'est du Rhin.
Lorsque, en 1675, Frédéric de Nassau-Weilbourg est mort, Jean-Louis a pris la tutelle de ses enfants et de la régence de Nassau-Weilbourg. Lorsque, en 1677, Gustave-Adolphe est mort, Jean-Louis est devenu l'aîné de la maison de Nassau.
Jean-Louis a été au service du cercle du Haut-Rhin et a fondé une nouvelle armée impériale. Il est nommé général et en 1682, il est promu général-major. Il a dirigé son propre régiment d'infanterie contre les Français dans la guerre de la Ligue d'Augsbourg.
Il est mort en 1690, et a été enterré dans l'Église protestante d'Ottweiler. Ses restes ont été détruits dans le pillage de l'église pendant la Révolution française.

## La famille
En 1649, il épouse Dorothée de Birkenfeld-Bischweiler (1634-1715), une fille du comte palatin du Rhin Christian Ier de Birkenfeld-Bischweiler. Il a eu les enfants suivants :
- Christian Louis (1650-1650)
- Frédéric-Louis de Nassau-Ottweiler (1651-1728), marié d'abord le 28 juillet 1680 à la comtesse Christiane d'Ahlefeld (1659-1695), puis en secondes noces, le 27 septembre 1697, à la comtesse Louise-Sophie de Hanau-Lichtenberg (1662-1751)
- Anne-Catherine de Nassau-Ottweiler (1653-1731), mariée en 1671 à Jean-Philippe II de Salm-Dhaun (1645-1693)
- Wolrad (1656-1705)
- Charles Siegfried (1659-1679)
- Louis (1661-1699), marié le 9 avril 1694 à la comtesse Louise Amélie de Horne (1665-1728)
- Louise (1662-1741)
- Maurice (1664-1666)